# Войку, Павел Феодосьевич
Павел Феодосьевич Войку (рум. Pavel Voicu; род. 29 января 1973, с. Макарешты, Унгенский район, Молдавская ССР, СССР) — молдавский государственный и политический деятель, юрист и деятель органов внутренних дел.
Советник Президента Республики Молдова (2017—2019). Министр обороны Республики Молдова (2019). Министр внутренних дел Республики Молдова (2019—2021).

## Биография
Родился 29 января 1973 в селе Макарешты Унгенского района Молдавской ССР.

### Образование
С 1990 по 1995 учился в Академии полиции «Штефан чел Маре» в Кишинёве по специальностям «юрист и уголовное преследование».
С 2006 по 2007 учился в Академии государственного управления при Президенте Республики Молдова  (магистр конституционного права).
С 2010 по 2014 учился в Институте юридических и политических исследований при Академии наук Республики Молдова. Защитил докторскую диссертацию.
Свободно владеет французским, русским и румынским языками.

### Трудовая деятельность
С 1995 по июнь 1997 — следователь отдела уголовного преследования Комиссариата полиции Унгенского района.
С июня 1997 по декабрь 1999 — старший инспектор управления по борьбе с организованной преступностью и коррупцией.
С 2000 по 2002 — начальник отдела криминальной полиции Инспектората полиции уезда Унгены.
С октября 2002 по сентябрь 2004 — глава отдела внеплановых проверок Центра по борьбе с экономическими преступлениями (позднее переименован в Национальный антикоррупционный центр Республики Молдова).
С сентября 2004 по апрель 2006 — заместитель комиссара по оперативной работе Комиссариата полиции сектора Ботаника Генерального комиссариата полиции муниципия Кишинёв.
С апреля 2006 по июль 2007 — комиссар Комиссариата полиции Каларашского района.
С июля 2007 по февраль 2010 — комиссар Комиссариата полиции сектора Ботаника Генерального комиссариата полиции муниципия Кишинёв.
С февраля 2010 по апрель 2011 — комиссар Комиссариата полиции Чимишлийского района.
С апреля 2011 по октябрь 2012 — заместитель главы управления транспортной полиции при МВД Республики Молдова.
С июля 2012 по апрель 2015 — генеральный директор металлургического завода «Laminorul» в румынском городе Брэила.
С апреля 2015 по февраль 2016 — начальник Инспектората полиции сектора Буюканы Генерального комиссариата полиции муниципия Кишинёв.
С февраля 2016 по август 2017 — начальник Инспектората полиции муниципия Бендеры (в контролируемой Молдовой зоне Варница).
С 22 августа 2017 по 17 июня 2019 — советник Президента Республики Молдова по особым поручениям.
С 8 июня по 12 ноября 2019 — министр обороны Республики Молдова в правительстве Майи Санду (исполняющий обязанности с 12 по 14 ноября 2019).
С 14 ноября 2019 по 23 декабря 2020 — министр внутренних дел Республики Молдова в правительствах Иона Кику и Аурелия Чокоя (исполняющий обязанности с 23 декабря 2020 по 6 августа 2021).
Указом Президента Республики Молдова от 11 марта 2020 присвоено специальное звание «квестор» (аналог бригадного генерала).

## Семья
Женат, имеет одного ребёнка.